# Susanne von Klettenberg
Susanne Katharina von Klettenberg (Frankfurt del Main, 19 de desembre de 1723 - Frankfurt del Main, 13 de desembre de 1774) fou una abadessa i escriptora religiosa alemanya.
Filla del metge i conseller municipal Remigius Seiffart von Klettenberg, el 1751 es va apropar a Friedrich Karl von Moser que li donà a conèixer les idees de Nicolaus Ludwig von Zinzendorf i Friedrich Christoph Steinhofer, dels quals es feu seguidora durant un temps, malgrat que des d'un esperit força crític. Delicada en constitució i viva en la imaginació, es va sentir desperta a la vida religiosa en una mena de compromís romàntic. Va afavorir les comunitats pietistes d'Herrnhut, sense lligar-se, però, a cap sistema, fins al punt que fins i tot els contrastos confessionals li eren indiferents.
Forma part de la família del pare de Goethe i es feu amiga de la seva mare, Catharina Elisabeth Goethe i dels seus amics. Quan aquest va emmalaltir el juliol de 1768 a Leipzig, va ajudar al jove Goethe durant la seva convalescència a Frankfurt durant els anys 1768 i 1769. Goethe va quedar tan impressionat per la seva tolerància i la seva religiositat especial que explicà aquesta experiència al capítol 6 de Wilhelm Meister's Apprenticeship ("Confessions d'una bella ànima"). La història del seu compromís entre 1743 i 1747 amb el laic Johann Daniel von Olenschlager (1711-1778) també es reflecteix en el relat de Goethe.
Susanne Katharina von Klettenberg fou l'abadessa de l'església de la Dama Blanca o església de Santa Caterina a Frankfurt.

## Publicacions
- Der Christ und die Freundschaft (1754)
- Neue Lieder von Fräulein von Klettenberg (1756)
- Die schöne Seele, confessions, escrits i cartes de Susanne Katharina von Klettenberg, ed. de Heinrich Funck (1911)